# Бомбардовање села Ногавац
Бомбардовање села Ногавац  представља ратни злочин против цивилног становништва који су 2. априла 1999. године, починили припадници НАТО алијансе када су бомбардовали ово  село у општини Ораховац. У том нападу погинула су 32 цивила албанске националности, међу којима петнаесторо деце.
Сведок овог стравичног масакра испричао је још давно да је остао у Ногавцу до 2. априла 1999. године, када га је око 02:00 часа пробудио звук авиона у ниском лету.  НАТО авион је бомбардовао Ногавац и запалио га.  Неке куће су се срушиле а људи су се крили у подрумима.  Неколико људи је рањено a у кући у којој је био и сведок, срушио се кров и полупана су стакла на прозорима.  Он није видео авион јер је тада био мрак, али је чуо снажну буку и видео да из авиона допире јака светлост и ватра.  Сведок је испричао како је од 24. марта сваке ноћи виђао НАТО авионе како облећу изнад Ораховца.
Спасоју Смиљанићу, који је 1999. године био командант Ратног ваздухопловства и противваздушне одбране ВЈ, показан је видео-инсерт који је снимила Радио-телевизија Србије, који приказује разарање услед бомбардовања Ногавца.  Смиљанић је, на основу штете, закључио да је морало бити употребљено оружје с високим притиском, које ствара високи натпритисак и експлозију великих размера, као што је аеросолна бомба или расејавајући пројектил попут касетне бомбе.  Посведочио је да се на видео-инсерту види ракетни мотор ракете ХАРМ 88, која је, по његовом мишљењу, заједно с другим оружјем употребљена за наношење штете.
Божидар Делић, коме је показан исти видео-инсерт, посведочио је  авиони ВЈ нису могли да узлете будући да је НАТО имао апсолутну премоћ у ваздушном простору.  Делић је истакао да је 2. априла 1999. године ујутро, авијација НАТО бомбардовала Ногавац и да је одређени број кућа уништен, да је много цивила погинуло, а да су рањени лечени у призренској болници.